# Смех в раю
«Смех в раю» (англ. Laughter in Paradise) — британская кинокомедия 1951 года. В 1970 году вышел римейк — «Some Will, Some Won’t» (англ.).

## Сюжет
Богатый шутник и любитель розыгрышей Генри Расселл (Хью Гриффит) умирает, завещав четырём своим родственникам по 50 тысяч фунтов стерлингов, но только если они выполнят весьма необычные условия. Чопорная и раздражительная Агнес Расселл (Фэй Комптон) должна устроиться на должность домашней прислуги в небогатую семью и проработать там как минимум один месяц. Респектабельный и законопослушный Денистон Расселл (Алистер Сим) должен совершить небольшое правонарушение и отсидеть за него в тюрьме не менее 28 дней. Прожигатель жизни и ловелас Саймон Расселл (Гай Миддлтон) должен убедить первую встречную одинокую женщину выйти за него замуж, а скромный, застенчивый банковский клерк Герберт Расселл (Джордж Коул) должен, надев маску и вооружившись игрушечным пистолетом, ограбить своего начальника — директора банка…

## В ролях
- Аластер Сим — Денистон Расселл
- Фэй Комптон — Агнес Расселл
- Гай Миддлтон — Саймон Расселл
- Джордж Коул — Герберт Расселл
- Хью Гриффит — Генри Расселл
- Эрнест Тесиджер — Эндикотт
- Беатрис Кэмпбелл — Люсиль Грэйсон, женщина, на которой женится Саймон
- Макензи Уорд — Бенсон, слуга Саймона
- Джойс Гренфелл — Элизабет Робсон, невеста Денистона
- А. Э. Мэттьюс — сэр Чарлз Робсон, отец Элизабет
- Джон Лори — Гордон Уэбб
- Вероника Хёрст — Джоан Вебб, дочь Гордона
- Элеонора Саммерфилд — Шейла Уилкотт, секретарша Денистона
- Энтони Стилл — Роджер Годфри, частный детектив
- Роналд Адам — директор банка
- Одри Хепбёрн — Фрида, продавщица сигарет